# دیوانه (فیلم ۲۰۱۹)
دیوانه به (انگلیسی:The Fanatic) یک فیلم به کارگردانی فرد درست محصول آمریکا در سال ۲۰۱۹ می‌باشد. این فیلم در مارس ۲۰۱۸، عکاسی اصلی را در آلاباما آغاز کرد.

## بازیگران
- جان تراولتا
- دوون ساوا
- آنا گلجا
- جیکوب گرادنیک
- جیمز پکستن
- جف چاس
- لوئیس داسیلوا